# Ипат
Ипа́т (греч. ὕπατος — «высочайший», мн. ὕπατοι; итал. hypatus, ypatus, ipato) — византийский придворный титул, соответствующий латинскому титулу «консул» и первоначально являвшийся лишь калькой с оригинального названия. Женская форма этой должности ипа́тиса (греч. ὑπάτισσα). Также существовал вариант титула для ушедших с должности ипатов — апоипа́т (греч. ἀπὸ ὑπάτων — экс-ипат, буквально: «из числа ипатов»), введённый в употребление при императоре Маркиане в середине V века. В результате опять калькирования римских понятий возникли также субверсии данного титула — анфипат (вице-ипат, проконсул), дисипат («лицо, имевшее консульство дважды», бис-консул) и протанфипат. Также «ипатом философов» (греч. ὕπατος τῶν φιλοσόφων) официально именовался глава философской академии в Константинополе.
Провозглашение ординарных консулов в период поздней античности было нерегулярным событием, и после разделения Римской империи в 395 году сан консула-ипата превратился фактически в почётный титул, который к тому же стремительно девальвировал, и посему иногда оставался вакантным в течение многих лет.
По сигиллографическим свидетельствам, с VI по IX века существовало множество византийских бюрократов в этом сане, которые, как правило, занимали средние звенья административной и налоговой иерархий. В начале X века ипаты занимали в имперской придворной иерархии 12-е место, после спатариев, и, согласно «Клиторологию Филофея», это было одним из нижних званий, предназначенных для «бородатых» (то есть не-евнухов). Знаком отличия (βραβείον, brabeion) этого сана в то время являлся диплом. В «Эскуриальском тактиконе», составленном около 975 года, ипат предстаёт скорее регулярной должностью, наделённой правом взимания судебных пошлин, нежели просто почётным званием. В XI веке сан ипата стал постепенно смещаться вниз в имперской иерархии, а в XII — исчезает из хроник.
Звание в качестве почётного часто присваивалось правителям южно-итальянских городов-государств Тирренского побережья, которые признавали византийскую власть в IX—XI веках. В конце концов, с ослаблением византийской мощи в регионе, эти правители стали употреблять более привычные латинские названия, такие как «консул» и «дукс», эквивалентное титулу герцога. Самыми известными из таких ипатов были представители города Гаэта. Ипат Иоанн I Гаэтский получил почётный титул патрикия от византийского императора, в качестве награды за победы над сарацинами. В этом же городе, чуть позднее, во время правления Доцибилиса II Гаэтского и его жены Орании, в первой половине X века, женский титул «ипа́тиса» (итал. ipatessa) был заменён на «ду́киса» (итал. ducissa).